# Rathaus Kroppenstedt

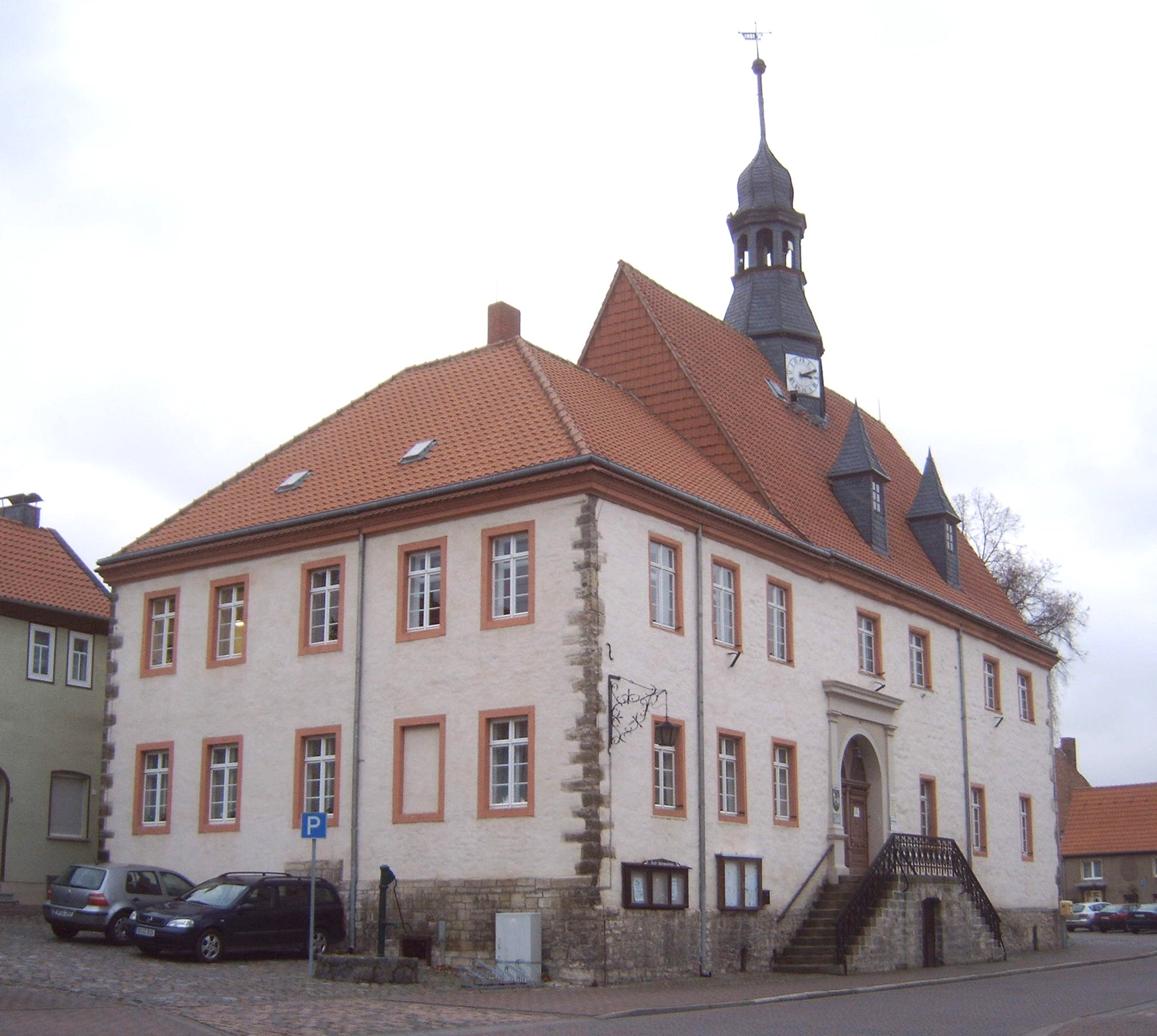
Rathaus Kroppenstedt

Das Rathaus Kroppenstedt ist das Rathaus der Stadt Kroppenstedt in Sachsen-Anhalt.
Das am Markt der Stadt gelegene zweigeschossige Gebäude geht in seinem Kern auf das Jahr 1598 zurück. Nach einem Brand wurde es 1719 erneuert. Der östliche Gebäudeteil entstand 1730. Bedeckt ist das Rathaus mit einem hohen Satteldach und Dachreitern. Auf der Nordseite führt eine zweiläufige Freitreppe zum Hauptzugang. Vor dem Rathaus befindet sich das Freikreuz, ein Symbol städtischer Freiheit.
An der Westseite des Gebäudes befinden sich zwei Fensterpaare mit Stabwerkrahmung. Im Inneren ist ein Tonnengewölbe aus der Zeit der Gotik erhalten. Auch gibt es noch alte Gefängniszellen. Bemerkenswert ist das Ratsarchiv mit Dokumenten aus dem Zeitraum bis ins 15. Jahrhundert.
Im Gebäude befindet sich auch ein Standesamt. Es wurde 1934 mit Wandmalereien des Malers Walter Gemm aus Halberstadt neu gestaltet. Die Bilder zeigen verschiedene Lebensabschnitte.